# Premi Dolors Monserdà
El Premi Dolors Monserdà va ser un premi constituït en honor de l'autora Dolors Monserdà i Vidal. S'entregava anualment als Jocs Florals de Barcelona i era el premi al millor sonet o poesia curta sobre tema barceloní.
Es va atorgar per primera vegada el 1933, tot i que es va constituir anys abans. Des de la seva constitució fins al 1933 el premi quedava desert any rere any.

## Guanyadors
- 1933. Tres violes, Jaume Martí i Marull
- 1934. Sant Josep Oriol, Miquel Saperas i Auví
- 1935. La fira dels pessebres, Antoni Navarro i Grauger
- 1936. Tarda de diumenge al Raval, Josep Gimeno i Navarro[1]